# Tucker (1988)
Tucker (Alternativtitel: Tucker – Ein Mann und sein Traum; Originaltitel: Tucker: The Man and His Dream) ist eine US-amerikanische Filmbiografie von Francis Ford Coppola aus dem Jahr 1988.

## Handlung
Preston Thomas Tucker hat kurz nach dem Zweiten Weltkrieg den Ehrgeiz, ein technisch möglichst perfektes Auto zu bauen. Er legt großen Wert auf die Sicherheit des Fahrzeugs, so fordert er Scheibenbremsen und Sicherheitsgurte. Die Behörde für den Rückbau der Rüstungsindustrie überlässt Tucker eine große Flugzeugfabrik unter der Bedingung, dass er dort tatsächlich ein Automobil entwickelt und innerhalb eines vorgegebenen Zeitrahmens die ersten fünfzig Exemplare produziert. Die etablierte Autoindustrie versucht, ihn an der Verwirklichung seiner Pläne zu hindern, um nicht gleichziehen zu müssen und sich so die Kosten für die Entwicklung eigener Innovationen zu sparen. Auch der Vorstandsvorsitzende seiner inzwischen in eine Aktiengesellschaft umgewandelten Firma sabotiert seine Pläne und ändert hinter seinem Rücken wichtige Konstruktionsmerkmale.
Die United States Securities and Exchange Commission (SEC) wird als Mittel eingesetzt, um Beweise für Misswirtschaft, Betrug und Steuerhinterziehung zu sammeln oder zu produzieren. Als er von seiner geplanten Verhaftung erfährt, liefert er sich mit seinem neuen Wagen gegen zwei Polizeiwagen ein Rennen und stellt sich vor den versammelten Journalisten dem Gericht. In dem Gerichtsverfahren gelingt es der Anklage nicht, die Argumentation Tuckers, dass sein Modell machbar ist, in den Augen der Geschworenenjury zu entkräften. Rechtzeitig zum Schlussplädoyer werden 51 Exemplare des Tucker ’48 fertig- und vor dem Gerichtsgebäude aufgestellt.
Es kommt zum sensationellen Freispruch. Jedoch wurde das Werk aufgrund einer Intervention des US-Präsidenten geschlossen. Aber Tuckers Idee hat begonnen, sich durchzusetzen.

## Hintergrund
Der Film wurde in Kalifornien gedreht, darunter in San Francisco und in Oakland. Seine Produktionskosten betrugen schätzungsweise ca. 23 Millionen US-Dollar. Er spielte in den Kinos der USA ca. 19,65 Millionen US-Dollar ein. Am 29. Januar 2021 erlebt der Film in Deutschland nach über 32 Jahren seit der Erstaufführung seine Veröffentlichung auf DVD und Blu-ray.

## Rezeption

### Kritiken
Rita Kempley schrieb am 12. August 1988 in der Washington Post, der Film sei „eher flach“ („rather flat“), Jeff Bridges die „perfekte“ Besetzung seiner Rolle.
Das Lexikon des internationalen Films schrieb, der „lebenspralle“ Film sei „ein idealisiertes Porträt“ und ein „bekenntnishafter Abgesang auf den unwiederbringlich zu Ende gehenden ‚amerikanischen Traum‘ vom erfindungsreichen Selfmademan“. Er reflektiere „in Form einer begeisterten, überlebensgroßen Biografie“ „Coppolas eigene Träume und Kämpfe gegen die Zwänge der Industrie.“

„Jeff Bridges’ Tucker ist der Triumph der Oberfläche. Ein lächelnder Held ohne Tiefe, plakativ wie die Werbeseiten von ‚Life‘. […] Ein Film, in dem viel gesungen und gelacht wird – und doch einer der humorlosesten, die seit langem zu sehen waren. Er brilliert mit leerer Turbulenz.“

### Auszeichnungen
Der Film wurde im Jahr 1989 in den Kategorien Bester Nebendarsteller (Martin Landau), Bestes Szenenbild (Dean Tavoularis und Armin Ganz) sowie Bestes Kostümdesign (Milena Canonero) für den Oscar nominiert. Martin Landau gewann 1989 den Golden Globe Award und den Kansas City Film Critics Circle Award. Dean Tavoularis gewann 1989 für das Beste Szenenbild den BAFTA Award.
Dean Stockwell gewann 1988 den National Society of Film Critics Award und den New York Film Critics Circle Award. Joe Jackson wurde 1989 für den Grammy Award nominiert. Der Film wurde 1989 für den Casting Society of America Award nominiert.
Die Deutsche Film- und Medienbewertung (FBW) in Wiesbaden verlieh dem Film das Prädikat wertvoll.

„So ist ein mitreißender Film entstanden, der neue thematische oder gestalterische Perspektiven eröffnet. Aber es ist andererseits ein warnender Film, der die Frage nach dem American Way of Life (auch im Blick auf die Konkurrenzfähigkeit einer verkrusteten Wirtschaft) nicht nur vordergründig stellt.“